# إميل رزق
إميل رزق (مواليد 24 يناير 1970) هو ملاكم مصري، مثّل بلاده في الألعاب الأولمبية الصيفية 1992.

## روابط خارجية
إميل رزق على موقع أوليمبيديا (الإنجليزية)